# 三重県小学校の廃校一覧
三重県小学校の廃校一覧（みえけんしょうがっこうのはいこういちらん）は、三重県内の廃校になった小学校の一覧。対象となるのは、学制改革（1947年）以降に廃校となった小学校、および分校である。学校名は廃校当時のもの。廃校時に小学校（分校）が所在していた自治体がその後、合併によって消滅している場合は、現行の自治体に含める。また休校中の県内の小学校（分校）は公式には存続していることとなっているが、便宜上本項に記載する。

## 津市
- 津市立片田小学校長谷山分校（1979年三重県立稲葉養護学校〈現：三重県立稲葉特別支援学校〉へ移管され[1]、1994年に廃校[2]）

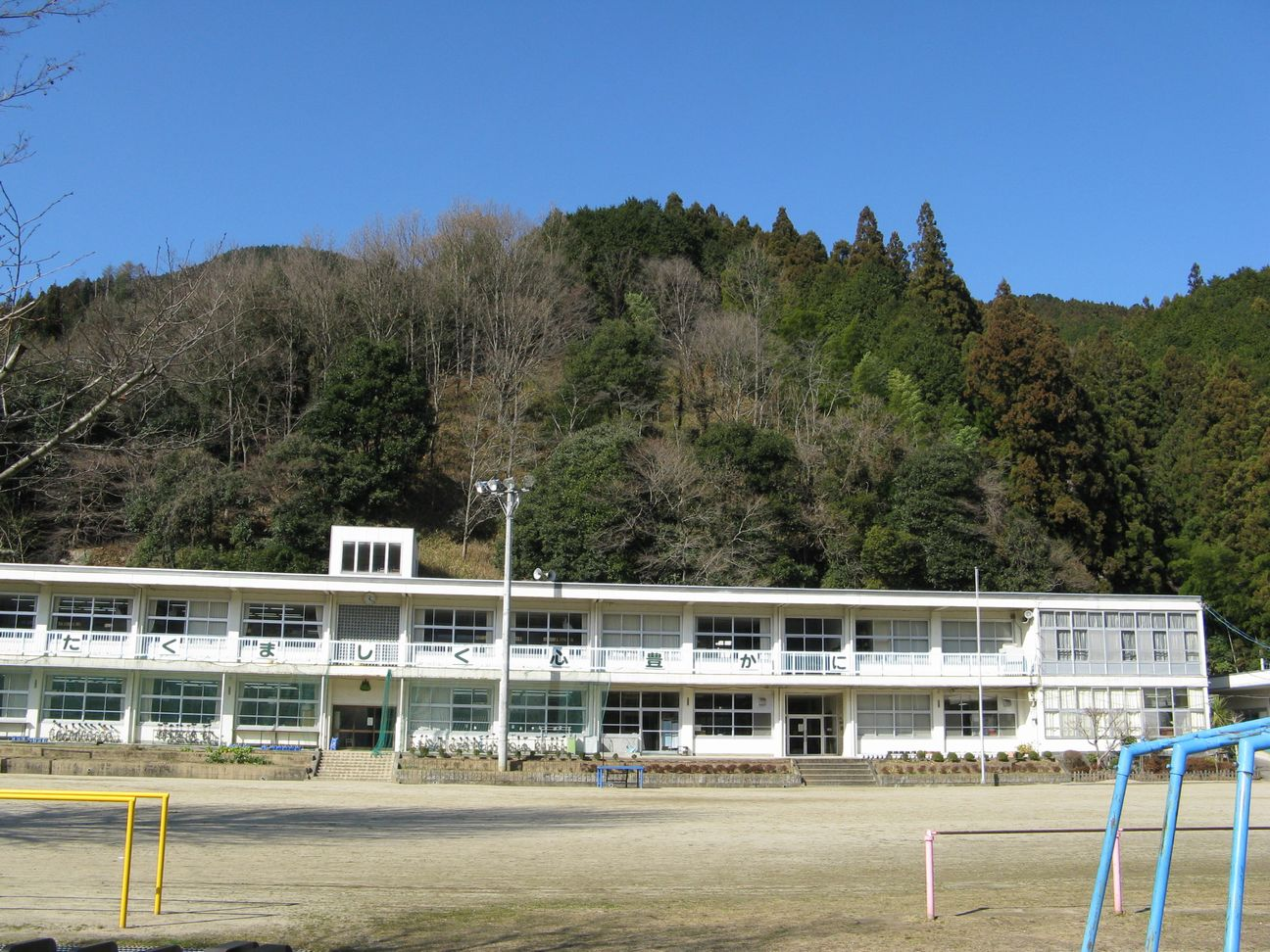
津市立美杉東小学校

- 津市立美杉東小学校（2009年美杉南小〈2代目〉と統合し津市立美杉小学校へ）[3]
- 津市立美杉南小学校〈2代目〉（2009年美杉東小と統合し美杉小へ）[3]
- 津市立太郎生小学校（2010年美杉小へ統合）[4]
- 津市立椋本小学校（2012年統合により津市立芸濃小学校へ）[5]
- 津市立安西小学校（同上）[5]
- 津市立雲林院小学校（同上）[5]
- 津市立大井小学校（2014年津市立一志西小学校と津市立一志東小学校新設のため廃校）[6]
- 津市立波瀬小学校（同上）[6]
- 津市立高岡小学校（同上）[6]
- 津市立川合小学校（同上）[6]
- 津市立高茶屋小学校あすなろ分校（2017年三重県立かがやき特別支援学校へ移管）[7]
- 津市立長野小学校（2017年津市立みさとの丘学園（義務教育学校）新設のため廃校）[8]
- 津市立辰水小学校（同上）[8]
- 津市立高宮小学校（同上）[8]
- 美杉村立川上小学校（1993年統合により美杉南小〈初代〉へ）[9]
- 美杉村立奥津小学校（同上）[9]
- 美杉村立伊勢地小学校（同上）[9]
- 美杉村立八知小学校（1998年竹原小と統合し美杉東小へ）[10]
- 美杉村立竹原小学校（1998年八知小と統合し美杉東小へ）[10]
- 美杉村立美杉南小学校〈初代〉（2000年統合により美杉南小〈2代目〉へ）[9]
- 美杉村立多気小学校（同上）[9]
- 美杉村立下之川小学校（同上）[9]
- 白山町立倭小学校北布引分校（1962年）[11]
- 芸濃町立河内小学校（1985年雲林院小へ統合）[5]

## 四日市市
- 四日市市立常磐小学校〈初代〉（1948年5月四日市市立四郷小学校へ統合となるも、1949年四日市市立常磐小学校〈2代目〉として再分離）[12]
- 四日市市立海蔵小学校〈初代〉（1948年6月1日羽津小〈初代〉と統合し山手小となるも、1949年7月25日四日市市立海蔵小学校〈2代目〉へ改称）[12]
- 四日市市立羽津小学校〈初代〉（1948年6月1日海蔵小〈初代〉と統合し山手小となるも、1949年7月25日四日市市立羽津小学校〈2代目〉として再分離）[12]
- 四日市市立納屋小学校（1995年中部東小と統合し四日市市立中央小学校へ）[13]また、旧納屋小跡地は「なやプラザ」となる。
- 四日市市立中部東小学校（1995年納屋小と統合し中央小へ）[13]
- 四日市市立東橋北小学校（2013年西橋北小と統合し四日市市立橋北小学校へ[14]）

跡地は、橋北幼稚園と橋北保育園を移設して幼稚園と保育園を完備する施設「橋北交流会館」となる。
- 四日市市立西橋北小学校（2013年東橋北小と統合し橋北小へ）[14]
- 四日市市立三浜小学校（2014年に四日市市立塩浜小学校へ統合[15]）

跡地は、音楽や演劇を練習発表する芸術文化施設「四日市市三浜文化会館（カルチュール三浜）」となる。
- 四日市市立笹川東小学校（2019年笹川西小と統合し四日市市立笹川小学校へ）[17]
- 四日市市立笹川西小学校（2019年笹川東小と統合し笹川小へ）[17]

## 伊勢市
- 伊勢市立浜郷小学校一色分校（1960年）[18]
- 伊勢市立進修小学校高麗広分校（1974年）[19]
- 伊勢市立矢持小学校（1978年伊勢市立上野小学校へ統合）
- 伊勢市立中島小学校済美分校（1979年三重県立稲葉特別支援学校[2]、1991年三重県立度会特別支援学校〈いずれも当時：養護学校〉へ移管し、1997年廃校[20]）
- 伊勢市立御薗小学校日赤分校（2012年）[21]
- 伊勢市立二見小学校（2017年今一色小と統合し伊勢市立二見浦小学校へ）[22]
- 伊勢市立今一色小学校（2017年二見小と統合し二見浦小へ）[22]
- 伊勢市立神社小学校（2021年大湊小と統合し伊勢市立みなと小学校へ）[23]
- 伊勢市立大湊小学校（2021年神社小と統合しみなと小へ）[23]
- 小俣町立小俣小学校明野分校（1961年）[24]
- 二見町立二見小学校松下分校（1970年）

## 松阪市
- 松阪市立第一小学校市民病院分校（休校開始時期不詳、2024年廃校）[25]
- 松阪市立射和小学校庄分校（1965年[26]）
- 松阪市立大河内第二小学校（1971年）[27]
- 松阪市立与原小学校（1978年松阪市立伊勢寺小学校と柚原小へ分割統合[28]）
- 松阪市立柚原小学校（1987年松阪市立大河内小学校へ統合）[27]
- 松阪市立森小学校（2008年統合により松阪市立香肌小学校へ）[29]
- 松阪市立波瀬小学校（同上）[29]
- 松阪市立川俣小学校（同上）[29]
- 松阪市立仁柿小学校（2010年休校[30]、児童は松阪市立柿野小学校へ通学）[31]
- 松阪市立有間野小学校（2010年休校[32]、児童は松阪市立粥見小学校へ通学）[31]
- 飯南町立仁柿小学校峠分校（1971年）
- 飯高町立森小学校蓮分校（1970年10月15日）
- 飯高町立深山小学校（1980年森小へ統合）
- 嬉野町立中郷小学校矢下分校（1967年5月31日）
- 嬉野町立宇気郷小学校（1991年休校し児童は中郷小へ通学、2004年廃校[33]）
- 嬉野町立中郷小学校（2004年に松阪市立豊地小学校〈当時：嬉野町立〉へ統合）[34]

## 桑名市
- 桑名市立多度南小学校（2011年多度西小と統合し桑名市立多度青葉小学校へ）[35]
- 桑名市立多度西小学校（2011年多度南小と統合し多度青葉小へ）[35]

## 鈴鹿市
- 鈴鹿市立長太小学校〈旧〉（1948年5月鈴鹿市立箕田小学校へ統合、1951年7月再独立）[36]
- 鈴鹿市立牧田小学校〈旧〉（1948年5月20日鈴鹿市立飯野小学校へ統合、1950年7月31日再独立）[37]

## 名張市
- 名張市立赤目小学校長坂分校（1965年）[38]
- 名張市立蔵持小学校大屋戸分校（1971年）[38]
- 名張市立長瀬小学校（2008年名張市立比奈知小学校へ統合）[39]
- 名張市立滝之原小学校（2014年比奈知小へ統合）[39]

跡地には、「松阪電子計算センター」のデータセンターを誘致。
- 名張市立国津小学校（1875年創立[41]、2014年名張市立つつじが丘小学校へ統合[41]）
- 名張市立赤目小学校（2014年錦生小と統合し名張市立錦生赤目小学校へ）[42]
- 名張市立錦生小学校（2014年赤目小と統合し錦生赤目小へ）[43]

跡地は、教室棟を「名張市郷土資料館」に改装し、給食・用務員棟を「錦生自治協議会」に賃貸契約してハタケシメジの栽培・加工施設として活用することになった。
- 名張町立蔵持小学校〈旧〉（1948年名張市立名張小学校〈当時：名張町立〉へ統合するも、同年名張小大屋戸分教場に蔵持小〈新〉を再開校）[38]

## 尾鷲市
- 尾鷲市立行野小学校（1966年尾鷲市立向井小学校へ統合）[44]
- 尾鷲市立曽根小学校（1981年尾鷲市立賀田小学校へ統合）[44]
- 尾鷲市立早田小学校（1987年九鬼小へ統合）[44]
- 尾鷲市立梶賀小学校（1998年賀田小へ統合）[44]
- 尾鷲市立須賀利小学校（2001年紀北町立矢口小学校へ統合）[44]
- 尾鷲市立古江小学校（2004年休校、賀田小へ事実上、統合[44]、2006年7月1日廃校[45]）
- 尾鷲市立九鬼小学校（2010年賀田小へ統合）[44]
- 尾鷲市立三木里小学校（2019年休校[17]、2021年廃校[46]）
- 尾鷲市立三木小学校（2019年休校[17]、2021年廃校[46]）

## 鳥羽市
- 鳥羽市立浦小学校（1957年統合により鏡浦小へ）[47]
- 鳥羽市立本浦小学校（同上）[47]
- 鳥羽市立石鏡小学校（同上）[47]
- 鳥羽市立鳥羽小学校堅神分校（1957年）[注釈 1]
- 鳥羽市立弘道小学校旭分校（1975年）[注釈 2]
- 鳥羽市立小浜小学校（2007年鳥羽市立鳥羽小学校へ統合）[49]
- 鳥羽市立坂手小学校（2009年休校、2012年に鳥羽小へ統合）[50]
- 鳥羽市立国崎小学校（2011年鳥羽市立弘道小学校へ統合）[49]
- 鳥羽市立桃取小学校（2017年鳥羽小へ統合）[51]
- 鳥羽市立鏡浦小学校（2021年安楽島小へ統合）[52]

## 熊野市
- 熊野市立育生小学校赤倉分校（1977年休校）[53]
- 熊野市立青柳小学校（1966年熊野市立神上小学校青柳分校[54]となり、1989年休校）[55]
- 熊野市立井戸小学校瀬戸分校（1981年休校、1993年廃校）[56]
- 熊野市立泊小学校（2001年休校。跡地は熊野文化圏専門学校[57]へ）[58]
- 熊野市立育生小学校（2001年休校）[58]
- 熊野市立荒坂小学校甫母分校（2002年休校）[58]
- 熊野市立荒坂小学校須野分校（1969年休校[59]、2004年12月31日廃校[60]）
- 熊野市立波田須小学校（2004年熊野市立新鹿小学校波田須分校となり、2005年休校）[57]
- 熊野市立飛鳥小学校〈旧〉（2010年統合により熊野市立飛鳥小学校〈新〉へ。ただし校舎は日進小を再利用）[61]
- 熊野市立日進小学校（同上）[61]
- 熊野市立小阪小学校（同上）[61]
- 熊野市立荒坂小学校（2011年休校、児童は遊木小へ[62]）
- 熊野市立遊木小学校（2013年休校、児童は熊野市立新鹿小学校へ[63]）
- 熊野市立神上小学校（2020年休校[64]）
- 紀和町立和田小学校（1964年）[65]
- 紀和町立明倫小学校（1970年）[66]
- 紀和町立三和小学校（1979年）[67]
- 紀和町立西山小学校小森分校（1981年）[68]
- 紀和町立矢ノ川小学校（1988年休校）[69]
- 紀和町立西山小学校（1989年紀和町立入鹿小学校西山分校[69]となった後、1990年休校、1991年廃校）[70]
- 紀和町立上川小学校（1994年休校[70]、1996年廃校[71]）

## いなべ市
- いなべ市立東藤原小学校（2017年統合よりいなべ市立藤原小学校へ）[72]
- いなべ市立西藤原小学校（同上）[72]
- いなべ市立白瀬小学校（同上）[72]
- いなべ市立立田小学校（同上）[72]
- いなべ市立中里小学校（同上）[72]
- 藤原村立中里小学校鼎分校（1965年）[73]
- 藤原村立中里小学校川合分校（1965年）[73]
- 北勢町立十社小学校川原分校（2003年）[74]

## 志摩市

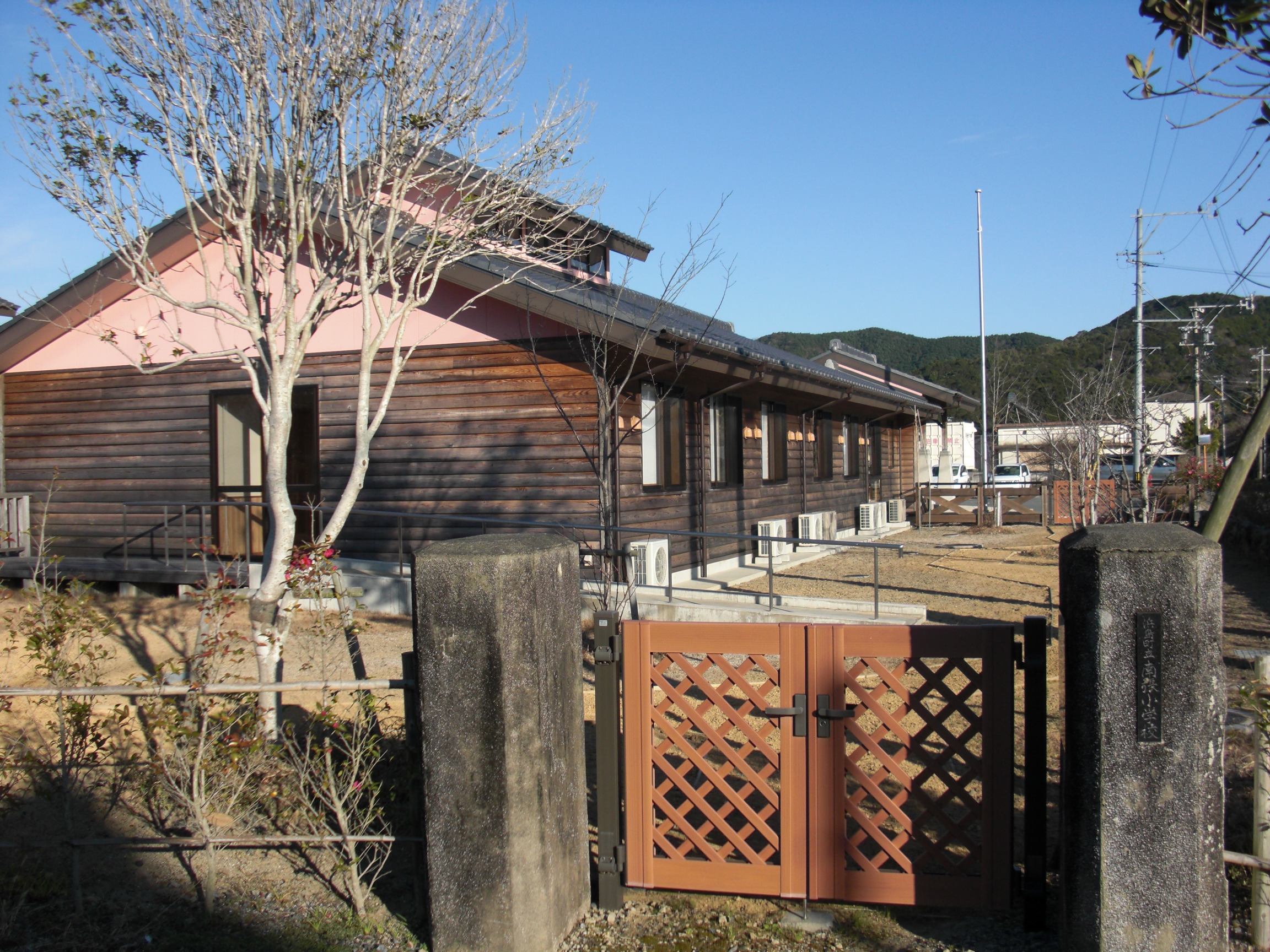
旧南張小学校：現在は介護施設に転用

- 志摩市立御座小学校（2014年休校[75]、2017年新設の志摩市立志摩小学校へ統合）[76]
- 志摩市立和具小学校間崎分校（2006年）[77]
- 志摩市立磯部小学校坂崎分校（2010年休校、2016年廃校[78]）
- 志摩市立浜島小学校〈旧〉（2010年迫塩小と統合し志摩市立浜島小学校〈新〉へ）[79]
- 志摩市立迫塩小学校（2010年浜島小〈旧〉と統合し浜島小〈新〉へ）[79]
- 志摩市立波切小学校名田分校（2013年[80]）
- 志摩市立畔名小学校（2014年波切小へ統合[81]）
- 志摩市立成基小学校（2016年志摩市立磯部小学校へ統合）[78]
- 志摩市立的矢小学校（2016年志摩市立鵜方小学校へ統合）[78]
- 志摩市立波切小学校（2017年船越小と統合し志摩市立大王小学校へ）[76]
- 志摩市立船越小学校（2017年波切小と統合し大王小へ）[76]
- 志摩市立片田小学校（2017年統合により志摩小へ）[76]
- 志摩市立布施田小学校（同上）[76]
- 志摩市立和具小学校（同上）[76]
- 志摩市立越賀小学校（同上）[76]
- 志摩市立安乗小学校（2018年統合により志摩市立東海小学校へ）[82]
- 志摩市立国府小学校（同上）[82]
- 志摩市立甲賀小学校（同上）[82]
- 志摩市立志島小学校（同上）[82]
- 志摩市立立神小学校（同上）[82]
- 浜島町立南張小学校（2003年浜島小〈旧〉へ統合）
- 磯部町立磯部小学校五知分校（1967年休校、1980年廃校）
- 磯部町立磯部小学校伊雑分校（1972年休校、1980年廃校）
- 磯部町立磯部小学校築地分校（1973年休校、1980年廃校）
- 磯部町立磯部小学校飯浜分校（1989年）

## 伊賀市
- 伊賀市立大山田西小学校（2005年大山田東小と統合し伊賀市立大山田小学校へ）[83]
- 伊賀市立大山田東小学校（2005年大山田西小と統合し大山田小へ）[83]
- 伊賀市立比自岐小学校（2007年依那古小へ統合）[84]
- 伊賀市立花之木小学校（2015年花垣小と統合し伊賀市立成和西小学校へ[85]）
- 伊賀市立花垣小学校（2015年花之木小と統合し成和西小へ[85]）
- 伊賀市立猪田小学校（2015年古山小と統合し伊賀市立成和東小学校へ）[86]
- 伊賀市立古山小学校（2015年猪田小と統合し成和東小へ）[86]
- 伊賀市立三田小学校（2015年丸柱小の一部と統合し伊賀市立三訪小学校へ[85]）
- 伊賀市立河合小学校（2015年丸柱小の一部と統合し伊賀市立阿山小学校へ[85]）
- 伊賀市立丸柱小学校（2015年三訪小と阿山小へ分割[85]）
- 伊賀市立鞆田小学校（2016年阿山小へ統合）[78]
- 伊賀市立長田小学校（2020年に廃校[64]。児童は同年に新居小から校名を変更した伊賀市立上野北小学校へ）[87]
- 伊賀市立玉滝小学校（2021年阿山小へ統合）[88]
- 伊賀市立依那古小学校（2023年神戸小と統合し伊賀市立上野南小学校へ）[89]
- 伊賀市立神戸小学校（2023年依那古小と統合し上野南小へ）[89]
- 上野市立上野小学校（1948年上野東小と上野西小に分離）[90]
- 上野市立小田小学校（1965年廃校）[91]
- 大山田村立山田小学校（1964年布引小と統合し西小〈のち：大山田西小〉へ）[83]
- 大山田村立布引小学校（1964年山田小と統合し西小へ）[83]
- 青山町立阿保小学校（2004年統合により伊賀市立青山小学校〈当時：青山町立〉へ）[92]
- 青山町立上津小学校（同上）[92]
- 青山町立矢生小学校（同上）[92]
- 青山町立博要小学校（2004年）[33]
- 青山町立高尾小学校（2004年）[33]

## 多気郡
- 勢和村立波多瀬小学校（1972年統合により多気町立勢和小学校〈当時：勢和村立〉へ）[93]
- 勢和村立益習小学校（同上）[93]
- 勢和村立出江小学校（同上）[93]
- 勢和村立三養小学校（同上）[93]

## 度会郡
- 南伊勢町立吉津小学校（2007年統合により南伊勢町立南島西小学校へ）[3]
- 南伊勢町立島津小学校（同上）[3]
- 南伊勢町立東小学校（同上）[3]
- 南伊勢町立五ヶ所小学校（2014年統合により南伊勢町立南勢小学校へ）[94]
- 南伊勢町立南海小学校（同上）[94]
- 南伊勢町立宿田曽小学校（同上）[94]
- 南伊勢町立穂原小学校（同上）[94]
- 南島町立東奈小学校（1973年統合により南島小へ）
- 南島町立贄小学校（同上）
- 南島町立慥柄小学校（同上）
- 南島町立北部小学校（同上）
- 南勢町立啓発小学校（1964年五ヶ所小へ統合）
- 南勢町立迫間小学校（1985年統合により南海小へ）
- 南勢町立相賀小学校（同上）
- 南勢町立礫小学校（同上）
- 南島町立南島小学校（2003年南部小と統合し南勢町立南島東小学校〈現：南伊勢町立南島東小学校〉へ）[33]
- 南島町立南部小学校（2003年南島小と統合し南島東小へ）[33]
- 度会町立内城田小学校（2008年統合により度会町立度会小学校へ）[95]
- 度会町立中川小学校（同上）[95]
- 度会町立一之瀬小学校（同上）[95]
- 度会町立小川郷小学校（同上）[95]
- 大紀町立柏崎小学校（2009年大内山小と統合し大紀町立大紀小学校へ）[96]
- 大紀町立大内山小学校（2009年柏崎小と統合し大紀小へ）[96]
- 大宮町立七保第一小学校（2001年統合により大紀町立七保小学校〈当時：大宮町立〉へ ）[注釈 3]
- 大宮町立七保第二小学校（同上）
- 大宮町立七保第三小学校（同上）
- 大宮町立滝原小学校（2003年阿曽小と統合し大紀町立大宮小学校〈当時：大宮町立〉へ）[97]
- 大宮町立阿曽小学校（2003年滝原小と統合し大宮小へ）[97]

## 北牟婁郡
- 紀北町立島勝小学校（休校時期不明、2016年廃校[78]）
- 紀北町立白浦小学校（1998年休校、2016年廃校）[98]
- 紀北町立志子小学校（2016年紀北町立赤羽小学校へ統合）[78]
- 紀北町立引本小学校（2019年）[99]
- 紀北町立海野小学校（2021年）[100]
- 紀北町立矢口小学校（2025年紀北町立相賀小学校へ統合）[101]

## 南牟婁郡
- 紀宝町立北桧杖小学校（2001年休校、2011年6月22日廃校）[102]
- 紀宝町立浅里小学校（1999年休校、2011年廃校[103]）
- 紀宝町立明和小学校（休校時期不明、2016年廃校[78]）